# Pfarrkirche Sieghartskirchen

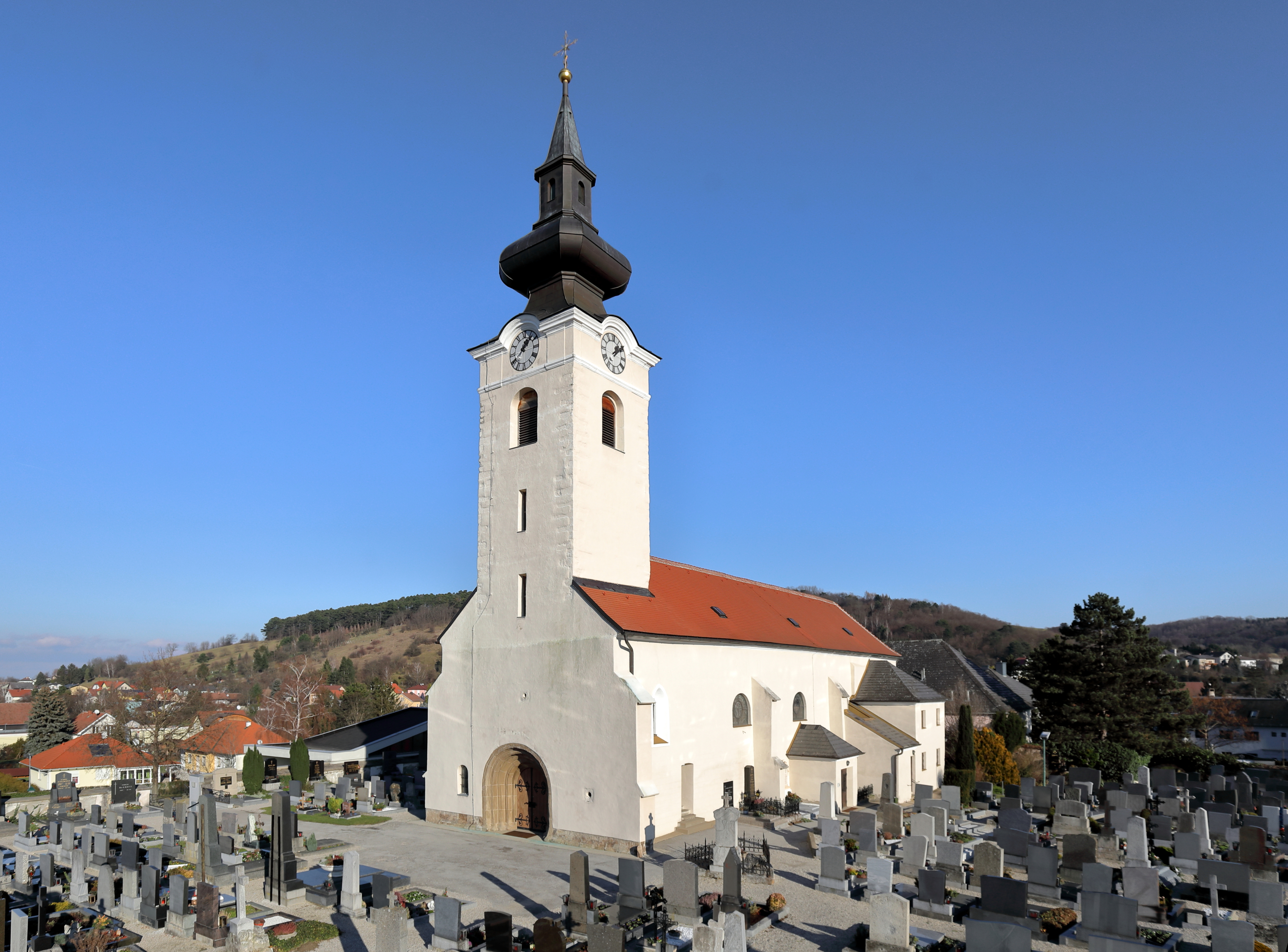
Katholische Pfarrkirche hl. Margareta in Sieghartskirchen

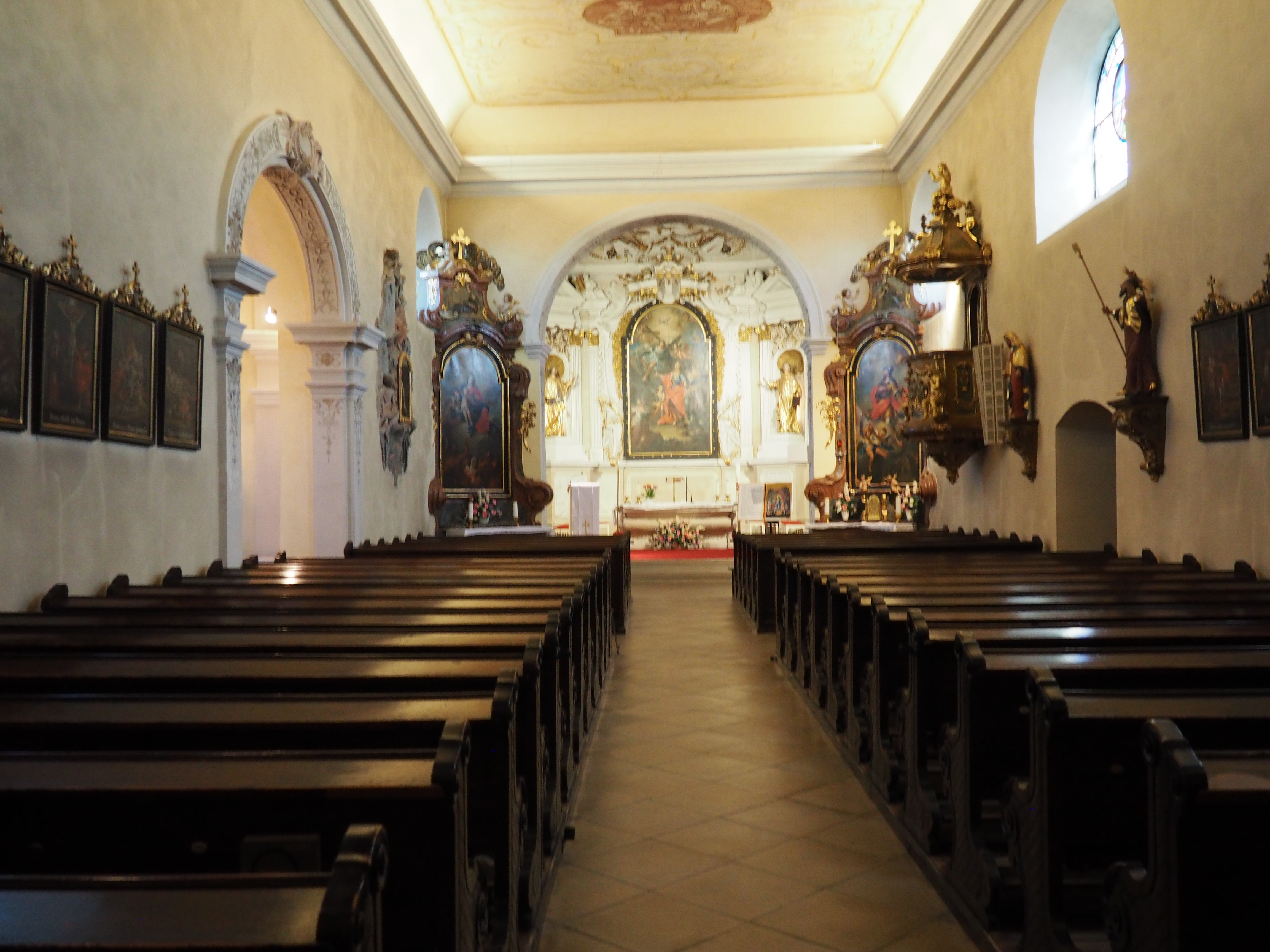
Langhaus, Blick zum Altar

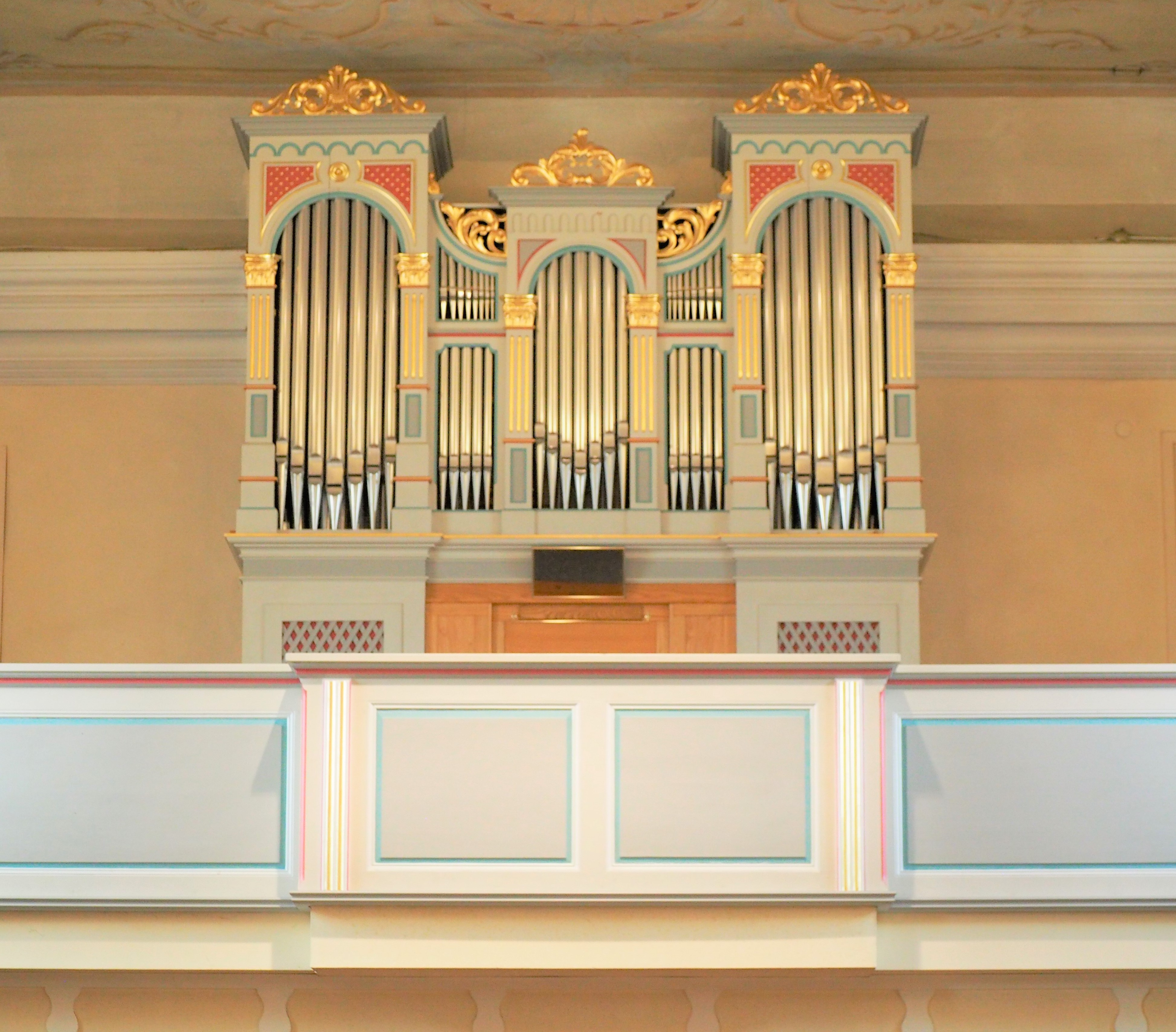
Pfarrkirche Sieghartskirchen Orgel

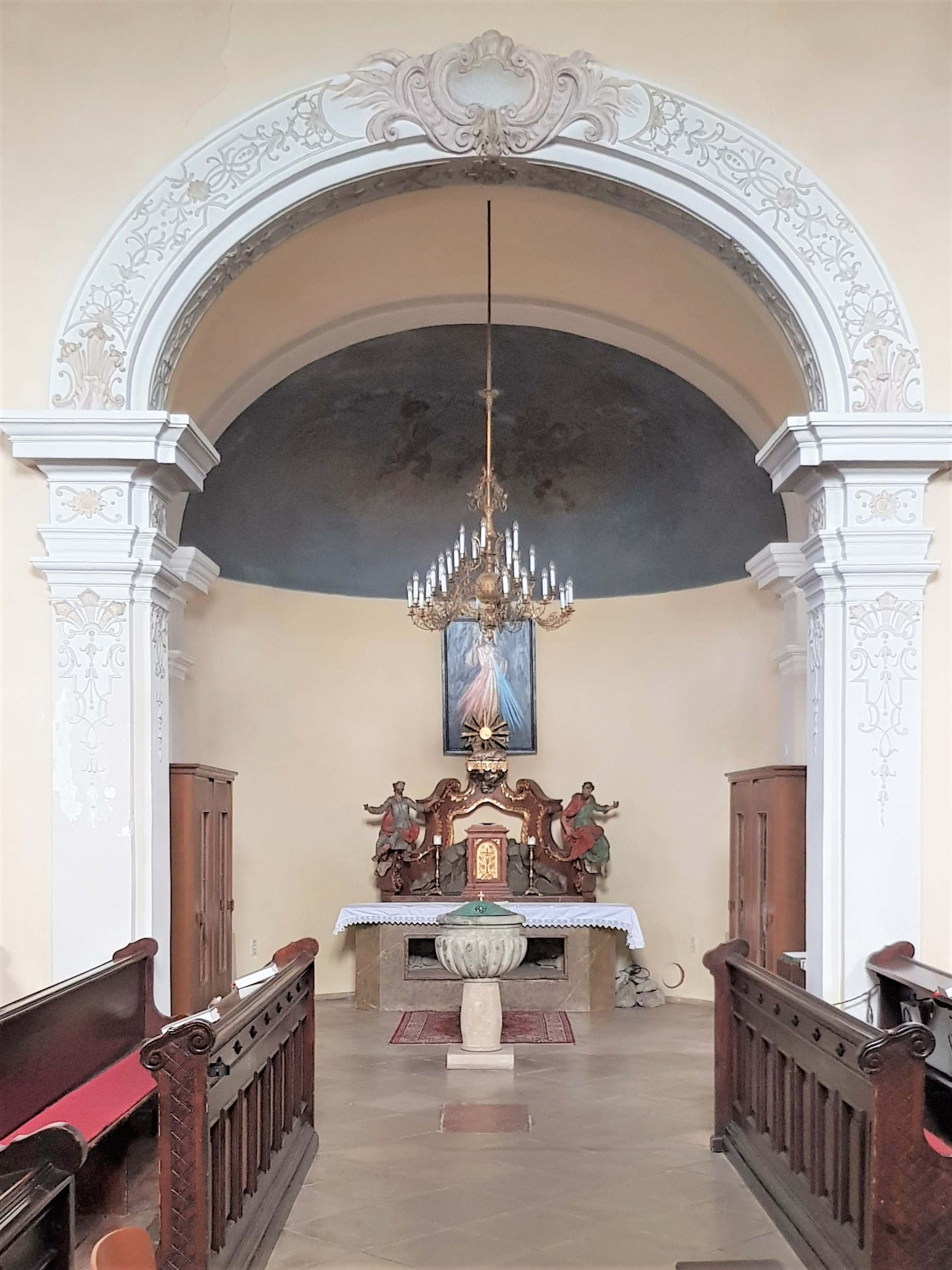
Rosenkranzkapelle

Die Pfarrkirche Sieghartskirchen steht auf einer Anhöhe über dem Tullnertal in der Marktgemeinde Sieghartskirchen im Bezirk Tulln in Niederösterreich. Die auf die heilige Margareta von Antiochia geweihte römisch-katholische Pfarrkirche gehört zum Dekanat Tulln in der Diözese St. Pölten.  Die Kirche steht unter Denkmalschutz (Listeneintrag).

## Geschichte
Um 1100 wurde von einer Grundherrschaft die Pfarre gegründet. Von 1228 bis 1803 unterstand die Pfarre dem Patronat vom Chorherrenstift Baumburg. 1529 wurde die Kirche im Türkenkrieg zerstört. 1971/1972 wurde sie restauriert.

## Architektur
Die im Kern spätromanische und gotisch überbaute Saalkirche mit einem gotischen Chor hat einen mächtigen romanischen Giebelturm mit einem monumentalen Westportal. Die Kirche ist von einer Befestigungsmauer und Friedhof umgeben. Das Kircheninnere wurde barockisiert.
Aus der Zeit um 1260 stammen der Westturm mit dem Trichterportal und das Langhaus. An der Nordseite bildet ein barocker Kapellenanbau mit halbkreisförmiger Apsis die Rosenkranzkapelle. Am Seiteneingang befinden sich die barocken Statuen der Hl. Anna und des Hl. Joachim.
An der Langhausdecke befinden sich drei Fresken mit den Darstellungen: „Anbetung des Allerheiligsten“, „Anbetung des Jesukindes in der Krippe“ und „Flucht der Heiligen Familie nach Ägypten“. An der linken Chorwand befinden sich vier spätbarocke Statuen der Hl. Sebastian, Hl. Antonius, Hl. Josef und Hl. Donatus.

## Ausstattung
Das Altarbild wird flankiert rechts durch den Hl. Johannes von Nepomuk und links durch den Hl. Vinzenz Ferrer.
Die beiden schräg gestellten kleinen spätbarocken Seitenaltäre aus rotem Stuckmarmor stellen auf Ölbildern dar: links Maria als Fürbitterin der armen Seelen und rechts St. Florian. Der Florianialtar ist seit der Innenrenovierung 1971 Sakramentsaltar mit dem Tabernakel, der Hochaltar wurde zum Volksaltar umgebaut.
Am Korb der 1902 in St. Pölten gefertigten Kanzel befindet sich ein Relief mit den vier Evangelisten und drei Engeln mit den Attributen für Liebe, Glaube und Hoffnung. Gegenüber der Kanzel im Stuckrahmen ist ein Wandschrein mit einer Kopie der Altöttinger Madonna.
Die neue Orgel wurde 1995 bis 1997 von der Orgelbau Friedrich Heftner erbaut. Sie besitzt 1300 Pfeifen und verfügt über insgesamt 25 Register. Davon sind 22 klingend, aufgeteilt auf zwei Manuale und Pedal.